# Vênus do Campo Iemini
O Vênus do Campo Iemini é uma escultura romana de mármore do tipo Vênus Pudica/Vênus Capitolina datável entre 100-150. Foi descoberta na primavera de 1792 entre outras esculturas na escavações da vila romana em Campo Iemini, próximo a Torvaianica, no Lácio. A escavação foi dirigida pelo mercador inglês de antiguidades romanas Robert Fagan (1761–1816) sob patrocínio do príncipe Augusto Frederico, duque de Sussex (r. 1813–1843) em parceria com Sir Corbet Corbet (Museu Britânico).
No tempo de sua descoberta, Fagan considerou-a superior à Vênus Capitolina. Após a restauração em Roma, ela foi embarcada para Londres , onde o príncipe Augusto deu-a a seu irmão, o príncipe regente Jorge IV (r. 1820–1830), que estabeleceu-a na Casa Carlton. Após sua morte, quando a Casa Carlton foi substituída por um terraço de casas, Guilherme IV (r. 1830–1837) deu-a para o Museu Britânico.